# Světový den toalet
Světový den toalet (WTD) je oficiální mezinárodní pamětní den Organizace spojených národů, který připadá na 19. listopadu a jehož cílem je inspirovat k řešení globální sanitační krize. Celosvětově žije 4,2 miliardy lidí bez „bezpečně spravované sanitace“ a přibližně 673 milionů lidí praktikuje otevřenou defekaci. Cíl udržitelného rozvoje č. 6 si klade za úkol „Zajistit všem dostupnost vody a sanitačních zařízení a udržitelné hospodaření s nimi“.

## Historie
Světový den toalet existuje proto, aby informoval, zapojil a inspiroval lidi k činům vedoucím k dosažení tohoto cíle. Valné shromáždění OSN vyhlásilo Světový den toalet oficiálním dnem OSN v roce 2013 poté, co Singapur předložil rezoluci (svou první rezoluci před Valným shromážděním OSN čítajícím 193 členských států). Před tím byl Světový den toalet neoficiálně ustanoven v roce 2001 Světovou toaletní organizací (World Toilet Organization, singapurskou nevládní organizací).<
Oficiálním organizátorem Světového dne toalet je UN-Water. UN-Water spravuje oficiální webové stránky Světového dne toalet a vybírá pro každý rok speciální téma. V roce 2023 bylo tématem 'Urychlení změn', v roce 2024 to bude 'Sanitace pro mír'.

## Význam
Celosvětově žije 4,2 miliardy lidí bez „bezpečně spravované sanitace“ a přibližně 673 milionů lidí praktikuje otevřenou defekaci. Přístup k bezpečným toaletám má pozitivní dopad na:
- veřejné zdraví
- lidskou důstojnost
- osobní bezpečnost, zejména žen a dívek

Nedostatečná sanitace může vést k šíření závažných nemocí jako:
- cholera
- průjem
- tyfus
- úplavice
- schistosomóza

## Organizace
Oficiálním organizátorem Světového dne toalet je UN-Water, který:
- spravuje oficiální webové stránky
- vybírá každoroční téma
- koordinuje komunikační kampaně

## Každoroční témata
Některá z nedávných témat:
- 2022 – Podzemní voda a sanitace
- 2021 – Hodnota toalet
- 2020 – Udržitelná sanitace a klimatické změny
- 2019 – Nenechat nikoho pozadu
- 2018 – Řešení založená na přírodě (slogan: „When Nature calls“)

## Aktivity
V rámci Světového dne toalet se po celém světě konají různé akce:
- vzdělávací programy
- běhy a pochody za osvětu
- umělecké instalace
- semináře a konference
- spouštění osvětových kampaní
- vydávání odborných zpráv

## Cíle udržitelného rozvoje
Světový den toalet je spojen s Cílem udržitelného rozvoje č. 6 (Goal 6), který usiluje o zajištění dostupnosti vody a sanitačních zařízení pro všechny. Konkrétně se zaměřuje na ukončení otevřené defekace a poskytnutí přístupu k sanitaci a hygieně do roku 2030.